# 巽他人
巽他人（或稱為，羅馬化：Urang Sunda）是居住於印尼爪哇島西部地區的原住民。人數約為4,200萬，是該國人口第二大族群。他們使用的地方語言為巽他語，屬於南島語系的一支。
爪哇島西邊，佔有三分之一的土地，包括西爪哇省、萬丹省和雅加達，以及中爪哇省的最西部，巽他族稱之為Tatar Sunda，或是Pasundan（意為巽他族土地）。
傳統上巽他族集中居住在前述的巽他族土地。但在楠榜省和南蘇門答臘省也有巽他族在當地居住，在中爪哇省和東爪哇省也有少數巽他族。另有少數巽他族居住在印尼其他幾個島嶼 - 除蘇門答臘島外，還有加里曼丹、蘇拉威西島、巴厘島和巴布亞。

## 詞源
Sunda（巽他）源於梵語的前綴su-，意思是“善良”或“具有好品質”。一個例子是用於描述黃金的suvarna（文義：“好顏色”）。Sunda也是印度教神祇毘濕奴的另一名稱。在梵語中，Sundara（用於男性）或Sundari（用於女性）的意思是“美麗”或“卓越”。Sunda也用來表達明亮、輕盈、純潔、清潔和白色。

## 起源

### 遷移理論

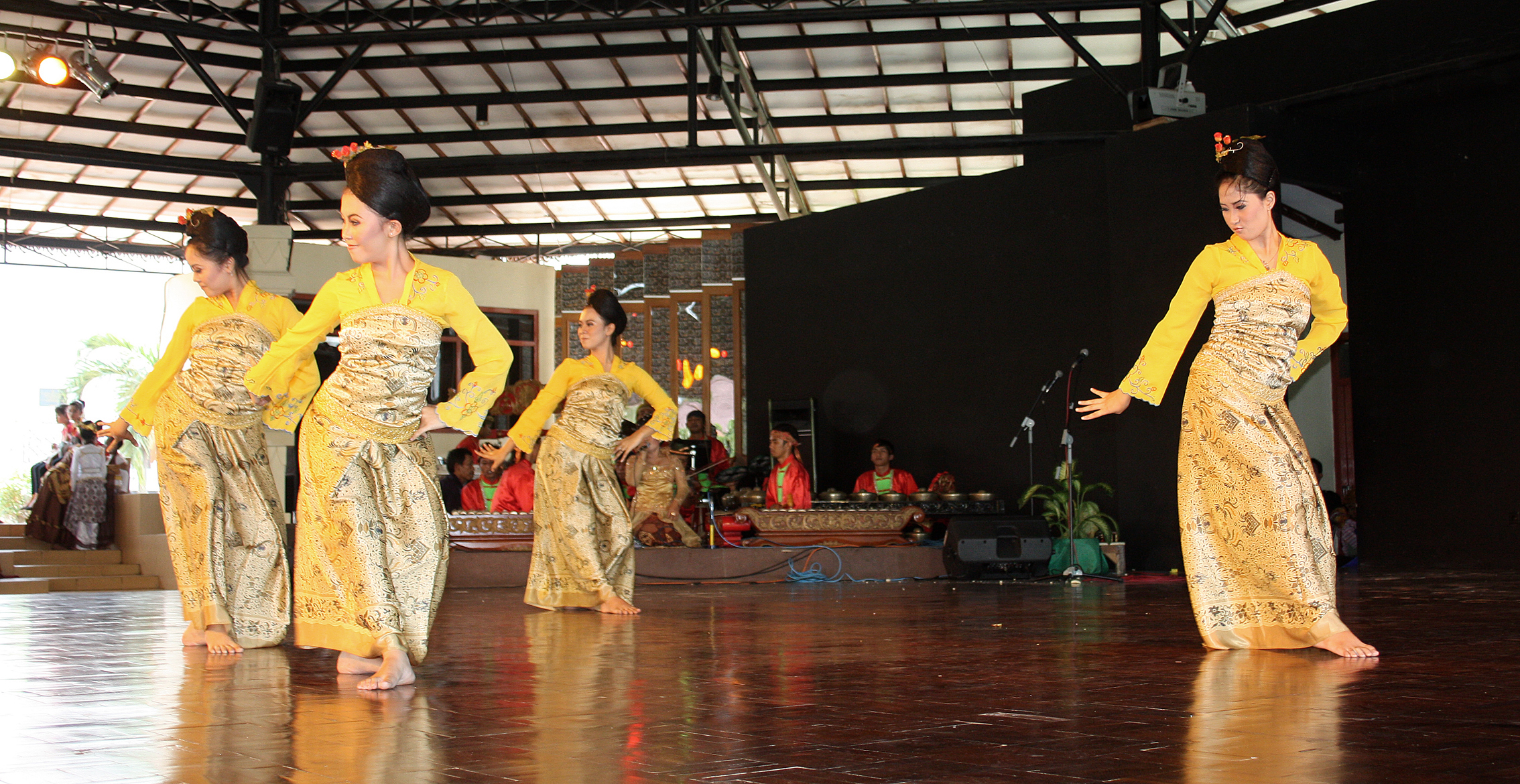
巽他族傳統舞蹈齋朋甘（美麗普良安女孩，Mojang Priangan）表演

巽他族是南島民族中的一支，有學說認為起源於台灣，在公元前1,500年至1,000年之間經過菲律賓而抵達爪哇島。但也有種假設認為，巽他族的祖先最初來自巽他古陸，這塊廣大的土地下沉後，形成今日的爪哇海、馬六甲海峽和巽他海峽以及其間眾多島嶼。根據最近的一項基因研究，巽他族，連同爪哇族和巴厘島人，和其他南島民族及南亞語系人種中的遺傳標記，其比例幾乎相等。

### 起源神話
古巽他族信仰（（Sunda Wiwitan）中含有這個族群的神話起源：Sang Hyang Kersa（香）是信仰中的至高無上之神，在Sasaka Pusaka Buana（地球上的聖地）創造7位batara（神祇）。這些batara中最古老的一個稱為Batara Cikal，被認為是巴堆族的祖先。其他6位batara統治巽他族地區中不同地點。巽他族傳說Sangkuriang包含有對史前萬隆古湖的敘述，因此或可推測巽他族自中石器時代起即居住在這一帶，而年代至少在20,000年之前。另一個流行的巽他諺語及傳說提及香居所的故事中的高地（巽他族領土的中心）:“當“眾神（Hyangs）”微笑時，這塊普良安高地就產生了”。這傳說暗示香所居住的高地是塊樂土，或是眾神的居所，同時也暗示這塊土地具有的自然美景。

## 歷史

### 印度教-佛教王國時代

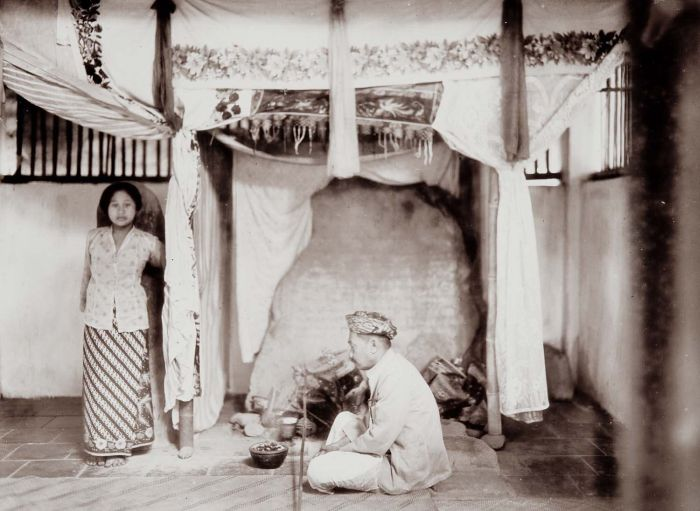
在茂物發掘出的巴圖圖里斯石刻銘文，記載早期巽他族君王史力•巴度賈•馬哈拉扎（俗稱西里旺義國王）的事蹟。

最早出現在爪哇島西部上巽他族土地的政體，是在4世紀至7世紀曾經興盛過的塔魯瑪納伽拉王國。早在公元4世紀，巽他族就受到來自印度的影響，這在考古遺址發現的塔魯馬納加拉王國銘文中的圖古銘文 中有清楚的顯現。但這種宗教信仰對巽他族生活的影響並未像對爪哇族那樣強烈。似乎當時中央朝廷已採用印度教-佛教文化和制度，但大多數巽他族百姓仍保留自己既有的崇拜自然和祖先的信仰。到4世紀，較古老的巨石文化可能依然存在，並與已深入的印度教信仰並存。在巽他王國的古代時期，宮廷文化已經蓬勃，但巽他族似乎沒資源，或是沒慾望去建造大型宗教建物（如禪邸）。巽他族農村採用刀耕火種（旱稻輪耕）方式種植稻米，產能有限，因此巽他族的村莊人口規模均小。
巽他族村莊間分隔獨立，也造成各自培養出簡單的生活方式和獨立性。這可能是促成巽他族具有無憂無慮、講求平等、保守、獨立和有點追求個人主義的社會觀。巽他族似乎在精神上熱愛及尊重他們所在的自然環境，導致他們形成一些禁忌，用來保護自然和生態系統。這種傾向保守和在某種程度上反對外來影響的行為，在巴堆族身上更為發展出激烈的極端孤立主義做法。他們有禁止與外人交往，和不採用外來思想、技術和生活方式的規定。他們還設定一些禁忌，比如不砍樹，不傷害森林生物，而得以保護他們既有的自然生態系統。
最早提到“巽他”這個名字的歷史記錄之一，是在蘇加武眉附近的奇巴達克(Cibadak )所發現的Sanghyang Tapak銘文 （公元1030年，或印度教塞迦紀年曆的952年）。1225年，中國宋朝官員趙汝適經由詢問來自阿拉伯地區的商人，關於他們經歷過國家的地理、風土和物產，收羅材料而撰寫成的《諸蕃志》，其中提及新托國港口，推測可能是指位於巽他國的萬丹港或巽他格拉巴港。透過檢查這些記錄，“巽他”這個名字似乎是爪哇族在11世紀初開始，用來稱呼他們西方鄰居的名稱。另一中國資料更具體將其稱為萬丹港或巽他喀拉巴港。在君王史力•巴度賈•馬哈拉扎（俗稱西里旺義國王）建都於帕匡帕甲伽藍時期，巽他王國的統一和身份鞏固後，巽他族的共同身份更加清楚。他們採用“巽他”這個名字來標示他們的王國、人民和語言。

### 荷屬東印度時期

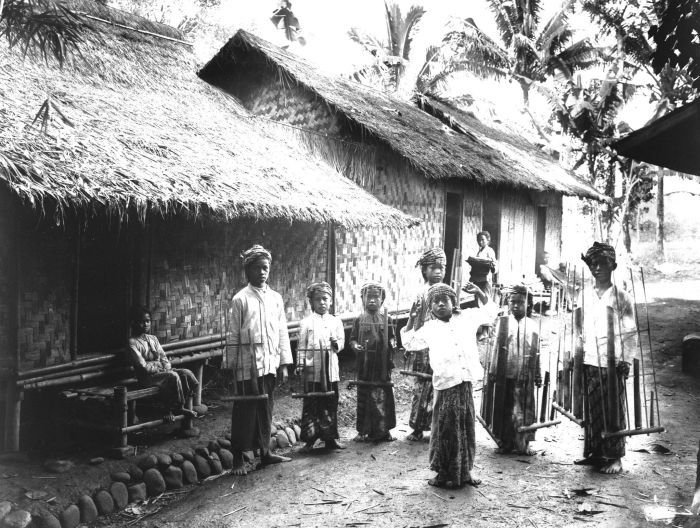
在西爪哇省加魯特演奏安克隆竹管樂器的男孩（攝於約1910年–1930年）。

爪哇島西部內陸多山，直到19世紀時仍然森林茂密，人煙稀少。巽他族傳統上居住在偏僻的小村莊，當地政府難以控制。巽他族傳統上從事旱田耕作。這些因素導致他們並無僵硬的社會等級，也更具獨立的精神。在19世紀，荷蘭殖民政府為生產咖啡、茶葉和奎寧而將大部分的內陸地區開發，讓位於高地的社區變為邊陲地帶，而進一步強化此地巽他族的個人主義心態。

### 當代
對於印尼不同族群間的比較，有個普遍的觀念，就是巽他族以其美麗著稱。16世紀初，葡萄牙藥劑師和財政大臣托梅·皮雷斯在其撰寫關於巽他王國的報告《東方之聲》中提到：“（巽他）女子美麗，貴族女子貞潔，下層則不然”。一般人的觀念是巽他族女性的美麗在印尼各族群間排名在前，這要歸功於當地的氣候（她們的膚色比別處印尼人較淺）和生食蔬菜的飲食習慣（據說因此當地女性的皮膚特別細嫩）。
巽他族女性，以其漂亮、時尚、聰明和思想前衛，有“美麗普良安女孩（Mojang Priangan）”之稱。可能正因為如此，今日有許多巽他族在娛樂事業發展。

## 語言

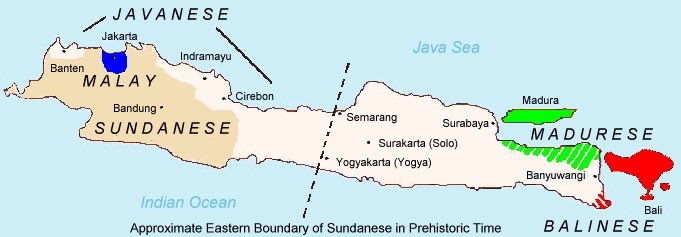
巽他族人在爪哇島聚集的區域圖。

巽他字母

在2010年，印尼使用巽他語的人數約有3,600萬人，是全國使用人數第二高的區域語言。印尼在2000年所做的人口普查，此數字則為3,090萬。使用這種語言的地區在萬丹省南部和西爪哇省大部分，向東延伸到到中爪哇省的布雷貝斯縣的帕馬里河（在雅加達東方約250公里處）。
巽他語也與馬來語和米南加保語有密切關聯，而前三者與爪哇語一樣，會使用不同的敬語來表達發言者的等級和敬重程度，這是種從爪哇語借來的概念。巽他語與爪哇語和馬來語有相似的詞彙。巽他語系內包含多種方言，從巽他-萬丹方言到西爪哇省東部的巽他-井里汶方言，還有在中爪哇省西部的方言。而在萬丹、茂物、普良安（西爪哇省）和井裡汶的方言則較為獨特。在中爪哇省，芝拉扎縣和布雷貝斯縣內的一些區內使用巽他語。在恰米斯、打橫、加魯特、萬隆、蘇美當 、蘇加武眉，而特別是展珠，當地人的方言被認為是最精緻的巽他語（可能是此語言的原始形式）。在北部海岸、萬丹和井裡汶等地的方言被認為不太精緻，而巴堆族的方言被認為是古老的巽他語，是當地語言在採用爪哇語中分層概念來表達等級和尊重時就已存在的巽他語。
今日巽他語主要是以拉丁字母表達。但人們正在努力把在14至18世紀之間使用的巽他字母恢復。例如萬隆和西爪哇省幾個城市的街道名稱，現在就同時用拉字母和巽他字母表達。

## 宗教

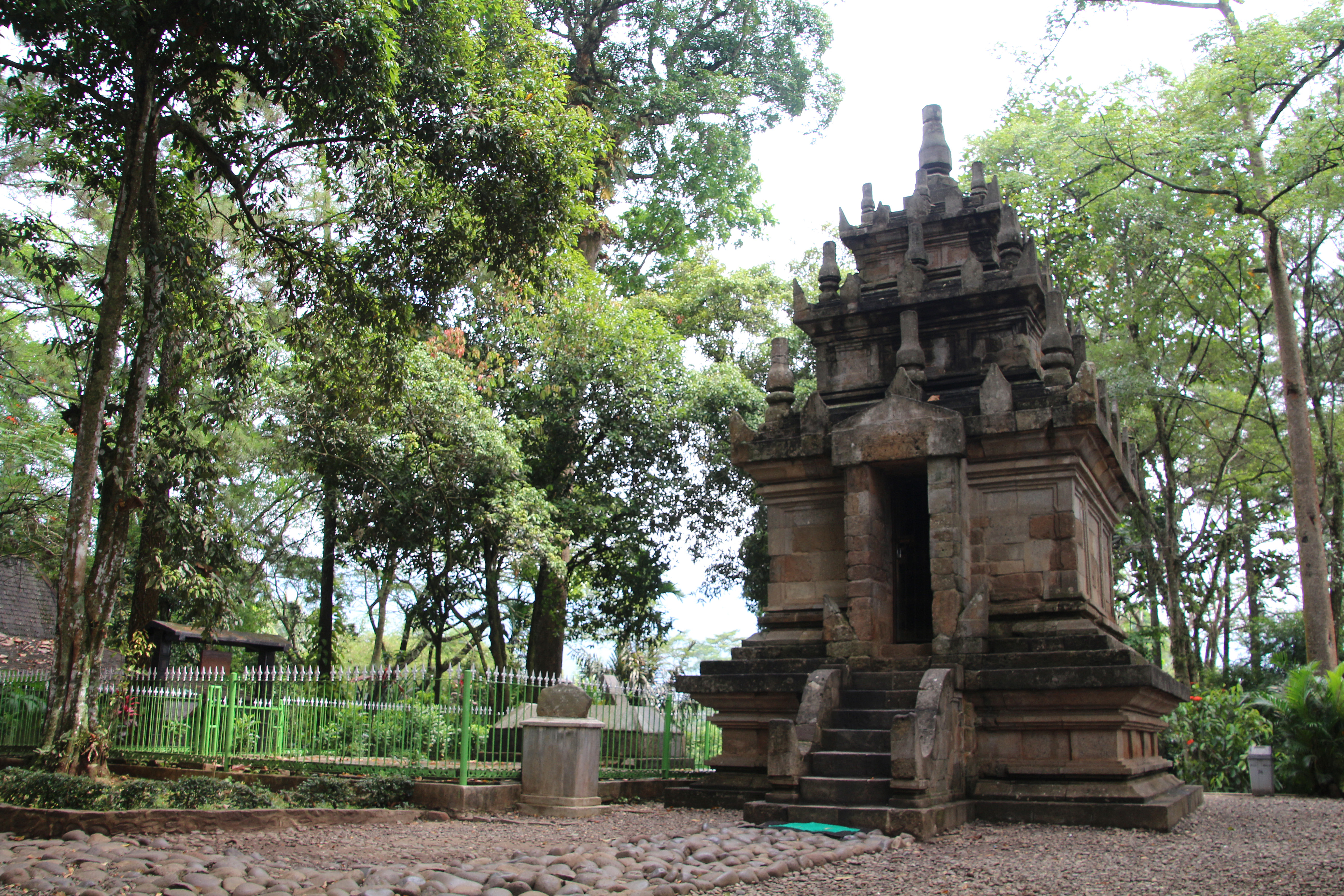
加魯特附近，公元8世紀的倉光神廟（濕婆教）遺跡，見證巽他族早期曾受到印度教的影響。

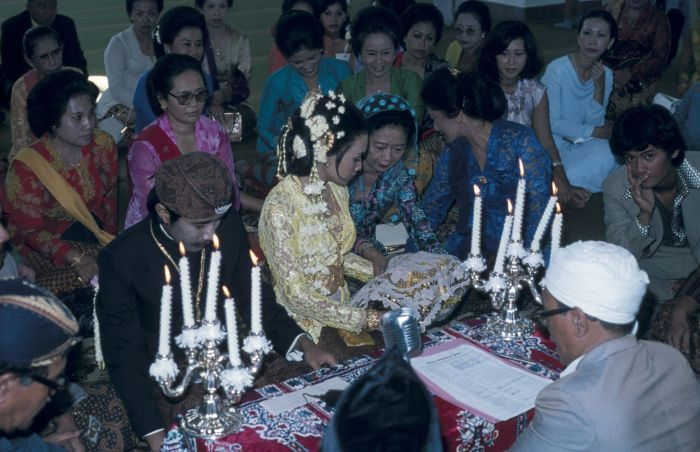
新婚男女依照伊斯蘭教習俗，在本古魯和其他證人前做的婚禮誓言。

傳統巽他族的信仰崇敬自然力量（香（Hyang））和祖先神靈（泛靈論與物力論的混合）。在巽他族最古老的史詩蘇蘭賈納的故事和偏遠的巴堆族部落均可找到印證。這種信仰被稱為古巽他族信仰（Sunda Wiwitan）。種植稻米為生的模式塑造出巽他族的傳統文化、信仰和禮儀形式，其中稻米女神戴維·絲莉（Nyai Pohaci Sanghyang Asri）被尊為主管稻米和生育的神靈而受到崇敬。居住在爪哇島西部的巽他族是印尼群島中最早受到來自印度的印度教-佛教影響的族群之一。在塔魯瑪納伽拉王國之後的巽他王國，早在4世紀就信奉印度教。位於西爪哇省加拉旺的巴圖賈亞佛塔建築群遺址即顯示當時的佛教影響，而在加魯特附近的倉光神廟遺跡則顯示出當時的印度教影響。在16世紀產生的Sunda Wiwitan聖書《成聖指南》，是關於宗教和道德指導、規則和課程的教授文本。印尼國家圖書館收藏有一本，編號為Kropak 630。
大約在15至16世紀間，伊斯蘭教開始經過印度穆斯林商人在巽他族中傳播，在信仰印度教-泛靈論信仰的巽他王國滅亡，以及在西爪哇沿海的萬丹和井裡汶蘇丹國建立之後，伊斯蘭教的傳播加速。許多烏拉瑪（當地稱為“kyai” - 飽學伊斯蘭教義者）深入普良安山區的村莊，建立清真寺和伊斯蘭學校以推廣這種信仰。但小型的傳統巽他社區則保留住他們既有的社會和信仰體系，採取自我隔離方式，完全拒絕外來影響、傳教活動和現代化，例如位於內陸的勒巴克縣的巴堆族即為一例。一些巽他村莊，如在庫寧根縣的Cigugur, Kuningan村，仍保留Sunda Wiwitan信仰，而另一些村莊，如在打橫的坎彭·納加村和在茂物的Sindang Barang Pasir Eurih村，雖然當地居民自稱是穆斯林，但仍堅守伊斯蘭教之前即有的傳統和禁忌，並崇敬karuhun（祖先的神靈）。今日大多數巽他族是信奉遜尼派的穆斯林。
西爪哇在18世紀初受到荷蘭東印度公司 (VOC) 的控制，後來改由荷屬東印度殖民政府控制，向巽他族傳播基督教福音是由Genootschap voor In-en Uitwendige Zending te Batavia（巴達維亞內外傳教協會（Society for Internal and External Mission in Batavia，成立於1851年，簡稱GIUZ）啟動。之後荷蘭歸正教會派遣傳教士到當地傳教。傳教活動從巴達維亞城（即今日雅加達）開始，後來擴展到西爪哇省的幾個城鎮，如萬隆、恰米斯、井裡汶、茂物和蘇加武眉。他們為西爪哇省的原住民建造學校、教堂和醫院。與龐大的巽他族穆斯林人口相比，信仰基督教的巽他族的數量稀少。今日在西爪哇省的基督徒大多是當地的印尼華人，本地巽他族的基督徒數目不大。

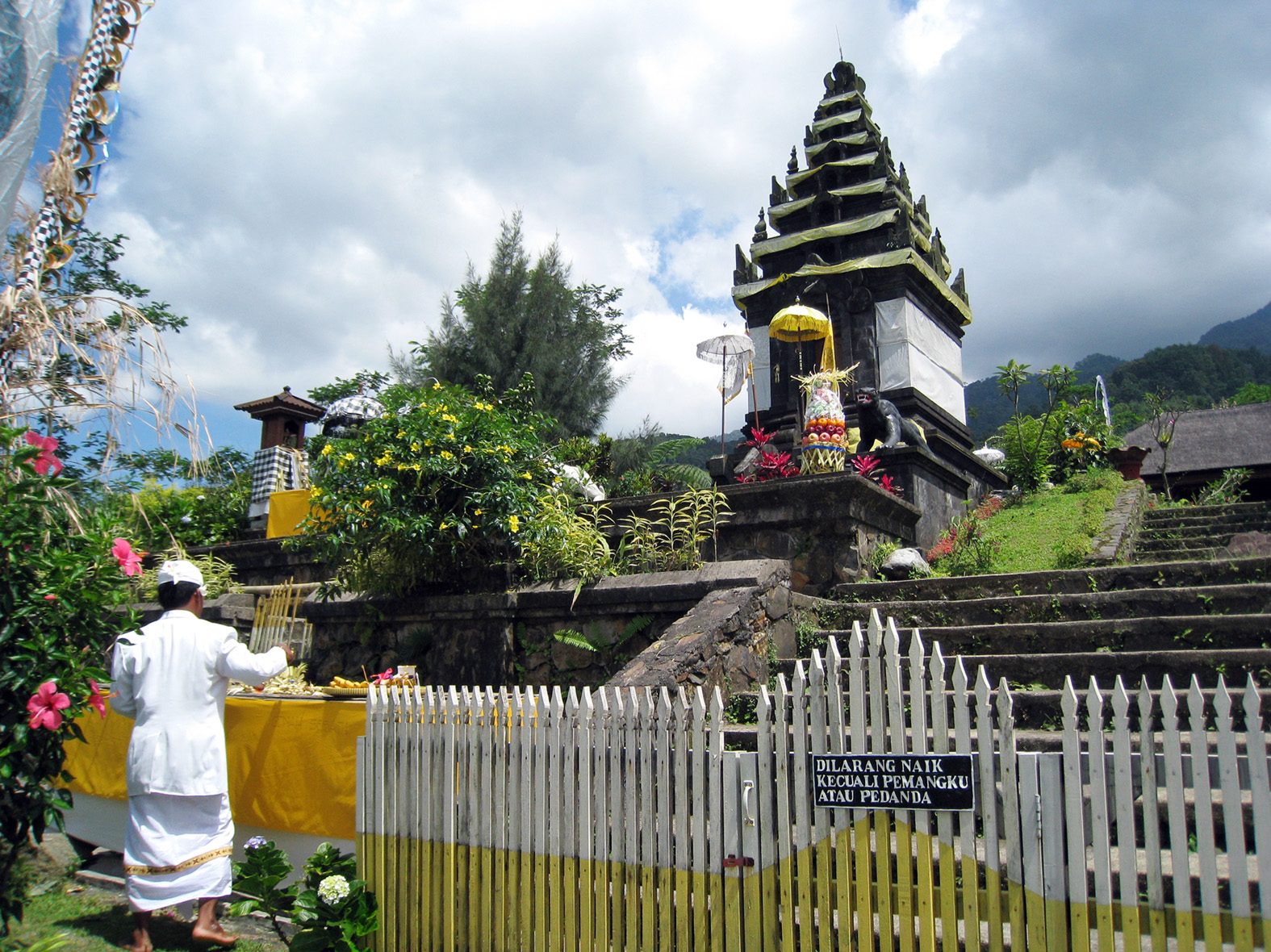
巴厘島印度教徒在西爪哇省，靠近古巽他王國首都Pakuan Pajajaran（今日茂物）的遺址建造一座名為Pura Jagatkarta的印度教寺廟，並在內奉祀巽他族君主西里旺宜。

當代巽他族的社會和宗教生活，有日益增多信仰伊斯蘭教的趨勢，特別是居住在城市地區的族人。與1960年代相比，今日許多巽他族穆斯林婦女會戴希賈布。早先在蘇門答臘島和馬來西亞的馬來族社區也有類似的現象。印尼建立伊斯蘭國運動於1949年在西爪哇省打橫誕生，興起政治伊斯蘭教運動，後來這一運動遭到印尼政府的鎮壓。

## 文化

### 家庭和社會關係

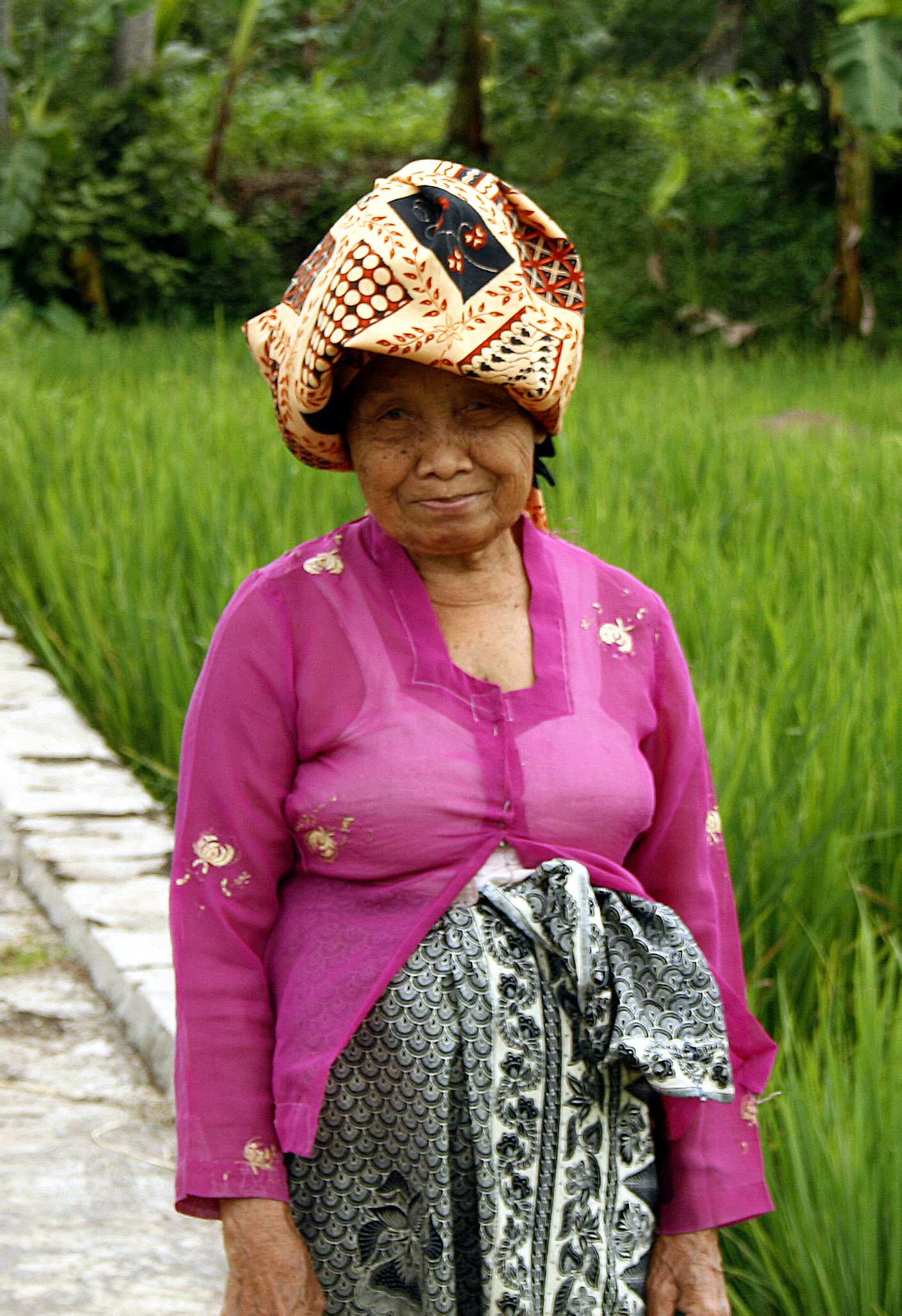
在賈魯特稻田邊的年長巽他族女士。

巽他文化由爪哇文化中擷取一些成分。然而兩者不同之處在於巽他族的社會等級的僵化程度要低得多。巽他族的心態和行為中含有更大的平等主義，並對明顯的階級區別具有反感，以及他們以社區為基礎的物質文化，與控制國家的爪哇族所具有的明顯封建等級制度不同。爪哇文化在強調精英、風格化、精美的藝術和文學形式的氛圍中得到滋養。而巽他文化幾乎缺乏這類傳統的痕跡。
在文化上，巽他族採取雙系繼嗣制度，為子與為女的地位相同。巽他族的家庭中，重要的儀式圍繞著生命週期（出生到死亡）而運行，採用許多之前的泛靈論和印度教-佛教，以及伊斯蘭教的傳統。例如，在婦女懷孕的第7個月，有種名為Nujuh Bulanan的儀式（與爪哇族傳統中的頭胎七月喜相同），起源於印度教。嬰兒出生後不久，會舉行名為Akekahan（來自阿拉伯語：犧牲慶新生兒），一種源自伊斯蘭傳統的儀式；生女嬰，宰殺一頭山羊，生男嬰則宰殺兩隻，烹飪後分送親戚和鄰居。對於青春期前的男孩會行割禮，同時舉行細辛幹（印尼舞獅）以為慶祝。
婚禮是巽他族家庭慶典中的重頭戲，包含復雜的儀式，有naroskeun（提親） 和neundeun omong（締約）（這兩項均透過雙方家長及長輩進行）、納聘（男方送禮給女方）、seserahan（女方回禮給男方）、婚禮誓言（akad nikah）、saweran（把硬幣，連同花瓣，有時會加上糖果投擲給未婚客人，希望帶給他們好姻緣）、huap lingkung（新娘和新郎喝交杯酒）和bakakak hayam（新娘和新郎各抓住烤雞的一條腿，合力撕開；得到較大一塊的推測將來就是一家之主），以及邀請家人和親戚，鄰居和朋友，甚至是事業夥伴參加婚宴。巽他家庭對於親人過世，會舉行傳統的伊斯蘭教儀式，例如pengajian（背誦古蘭經），致贈前來弔祭者飯盒和配菜。從死亡之日起每日頌古蘭經連續7日；後來在第40日，滿1年，及滿1,000日各再誦經一次。

### 各式藝術

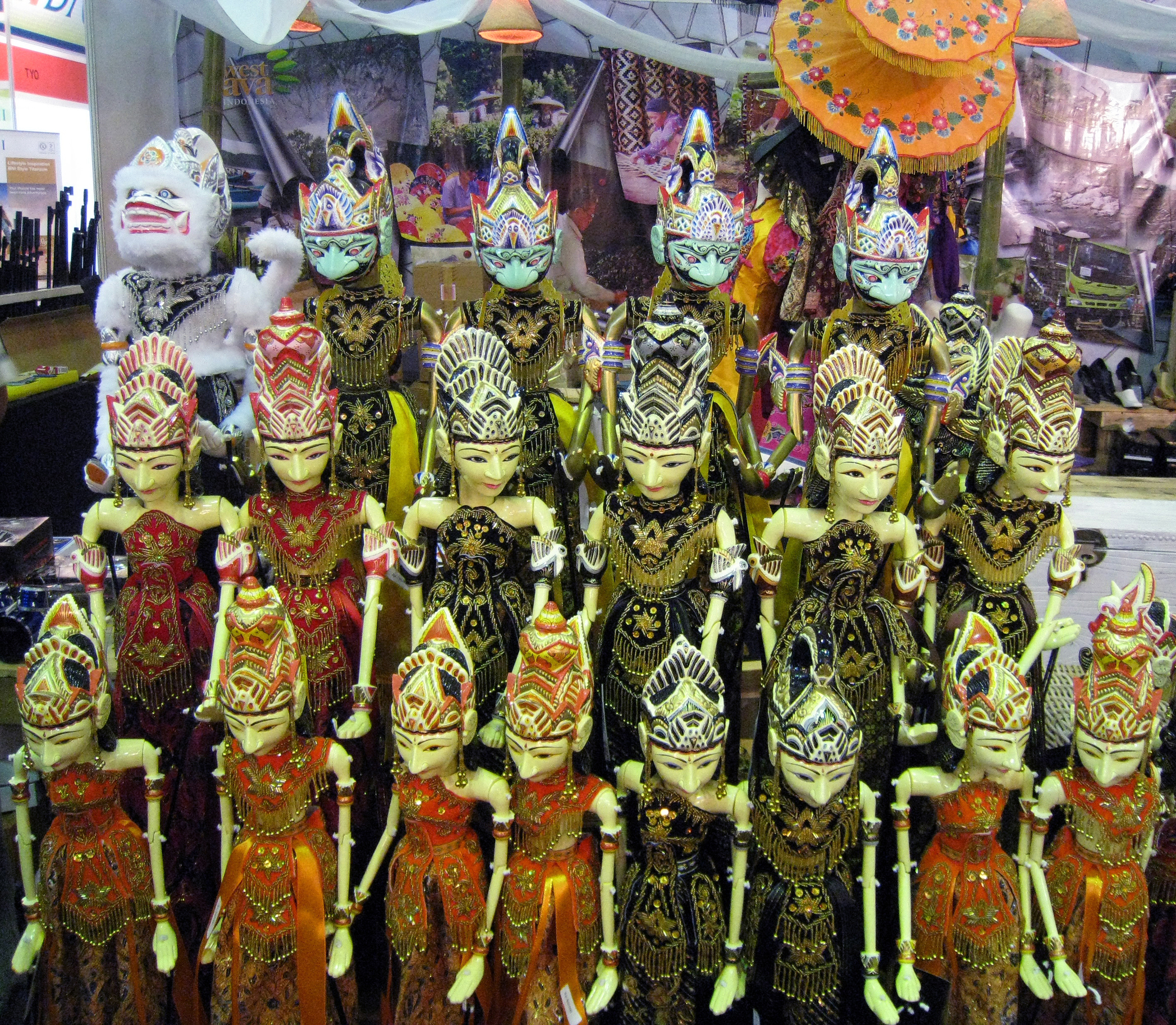
哇揚·勾樂克木偶戲中的人偶。

巽他族文學基本上是口述的模式。他們的藝術（如建築、音樂、舞蹈、紡織品和儀式）在很大程度上保留文明早期階段的傳統，甚至可追溯到新石器時代，並且從未受到貴族化的印度教-佛教思想壓制（與在他們東方的幾個爪哇王國不同）。巽他族藝術和文化反映歷史上來自不同文化的影響，包括史前原住民泛靈論和巫術傳統、古代印度教-佛教遺風和伊斯蘭文化。巽他族對巽他王國的盛世有非常生動的口述歷史傳頌。巽他族的口頭敘事傳統被稱為班頓·巽他，一種配合弦樂器的詩歌頌唱。這種方式是爪哇族恬幫的對應形式，類似於馬來族的班頓，但自成一格。班頓·巽他經常用來講述巽他族的民間傳故事和傳奇，如桑酷涼（當地大山大湖形成的故事）、盧童·卡薩倫（神猴助人的故事）、瓊·瓦納拉（講述巽他賈魯王國的故事）、蒙丁拉亞·狄庫參瑪（有關西里旺義國王時期一位王子的故事）、西里旺義國王的故事以及流行兒童故事如龍里（一位女孩和她金魚寵物間的故事）。

### 音樂
最著名的巽他族傳統音樂是安克隆竹管樂器演奏、卡帕皮·蘇鈴演奏、甘美朗·迭貢演奏、和藍帕·克甘當鼓表演。 安克隆竹管樂器演奏被認為是種非物質文化的世界遺產。

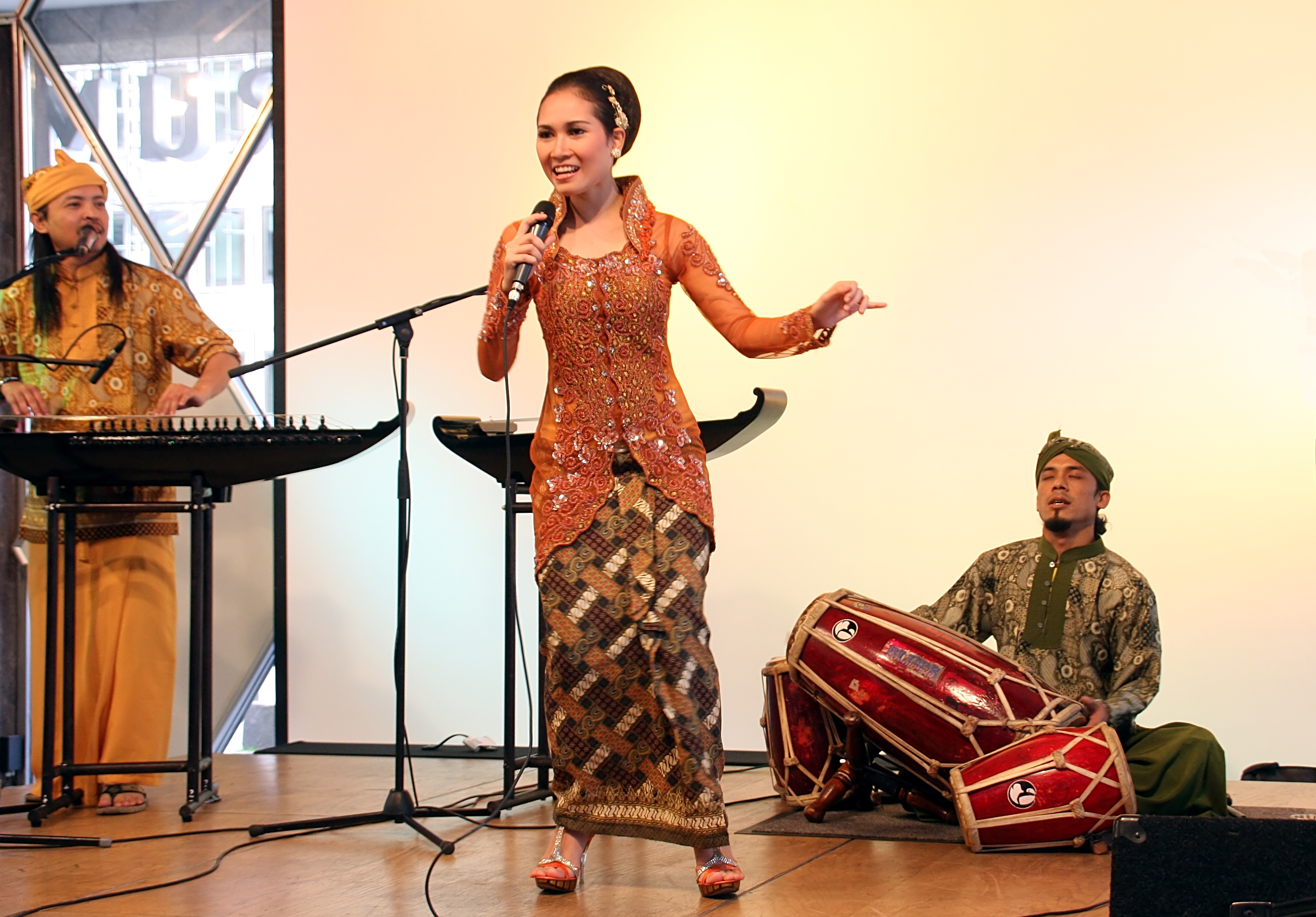
SambaSunda樂團的演出，使用到傳統巽他族樂器如“卡帕皮·蘇鈴”和“藍帕·克甘當鼓”。

最著名和最獨特的巽他族舞蹈是齋朋甘，是種傳統的社交舞蹈。其他流行的舞蹈如孔雀（Merak）舞。 細辛幹舞獅主要是在梳邦縣出現，接受割禮的男孩坐在獅子身上，由四位男士抬著演出。有些舞蹈，如孔雀舞、女神（Dewi）舞和Ratu Graeni舞則是受到馬打蘭蘇丹國宮廷的影響。
哇揚·勾樂克木偶戲是最受巽他族歡迎的哇揚人偶表演。許多形式的喀嘉文舞蹈、文學、甘美朗音樂和皮影戲 (哇揚·庫利特）都源自爪哇族。哇揚·勾樂克木偶戲受伊斯蘭民間傳說的影響比爪哇版中受印度史詩的影響更大。  
巽他族傳統的潘恰克·西拉特武術可追溯到西里旺義國王的時期，其中Silat Cimande是最傑出的武術學校之一。最近開發出來的Tarung Derajat也是西爪哇流行的武術。 酷將匕首是巽他族的傳統武器。

### 建築

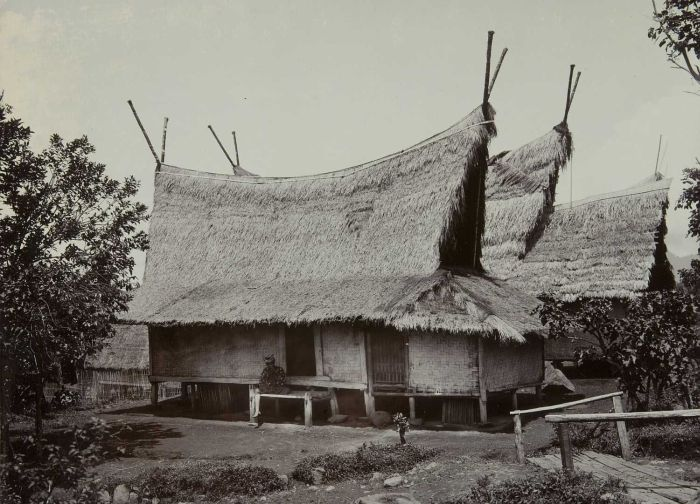
在賈魯特，具有山牆屋頂的傳統巽他族民房。

巽他族房屋的特點是具備功能性、簡單性、純樸、顧及細節、使用天然茅屋材料以及非常堅持與自然和環境維持和諧。
巽他傳統民居多採用基本形式的山牆屋頂結構，俗稱甘榜式（kampung）屋頂，由茅屋材料（ijuk（桄榔樹纖維），kirii（hateup葉或棕櫚葉）覆蓋住木頭框架和樑柱，編織竹片為牆壁，是種建在短柱之上的干欄式建築。屋頂形式是廡殿頂和山牆屋頂的組合。
更繁複的懸吊式山牆屋頂被稱為Julang Ngapak，意思是“鳥展翅”。其他傳統的巽他族房屋形式包括有Buka Pongpok、Capit Gunting、Jubleg Nangkub、Badak Heuay、Tagog Dog和 Perahu Kemureb。
在住家之旁，巽他族會另建稻米倉庫（當地稱為劉伊特，也是傳統巽他族農業社區的重要建物。在協龍·淌豐年慶祝聚會中，把稻米送入劉伊特儲藏是不可或缺的儀式。

### 美食

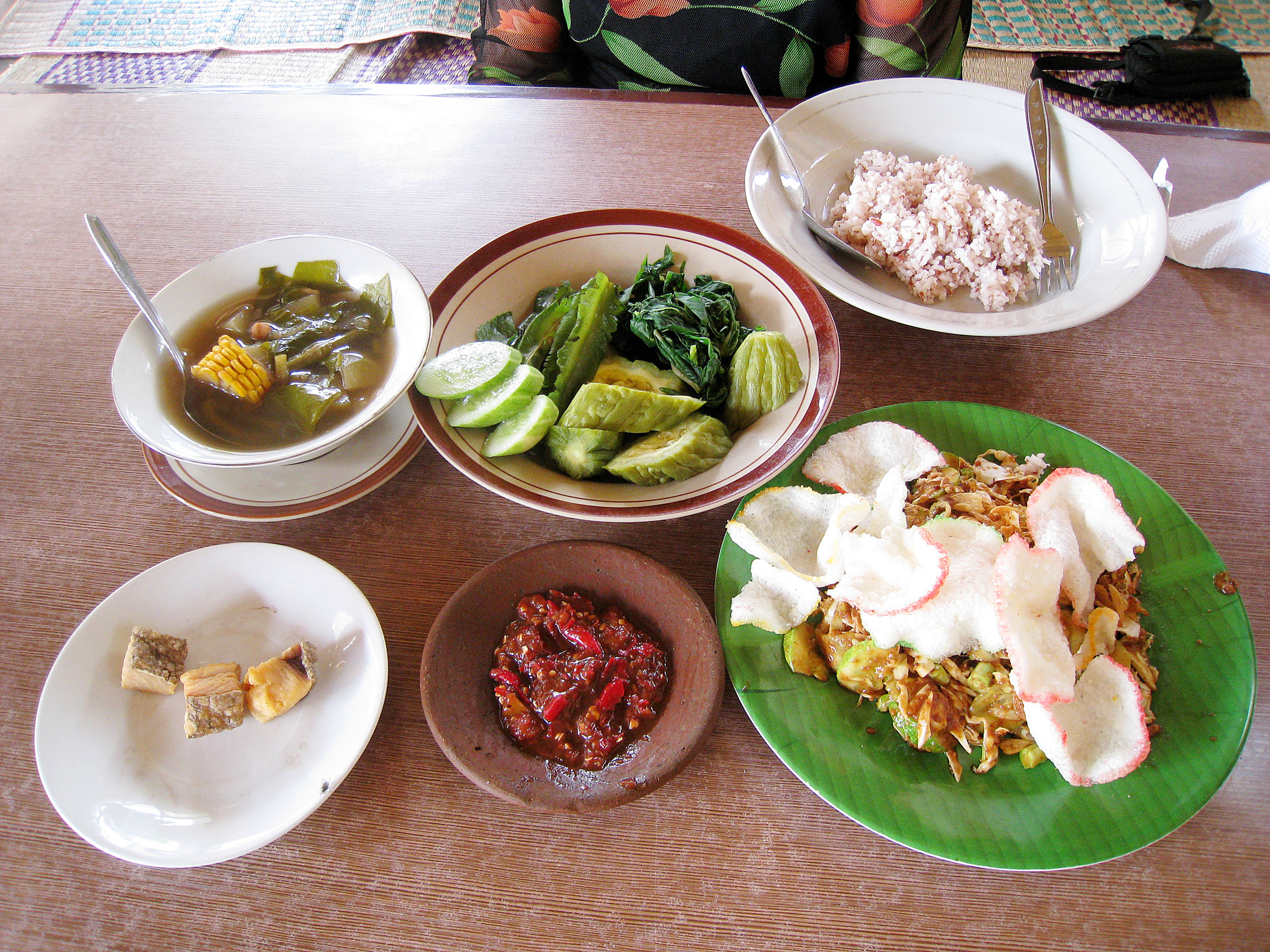
一份典型巽他族平民餐點，包括米飯、煎鹹魚、sayur asem（酸豆蔬菜湯）、拉拉柏配叁巴醬及卡雷多。

巽他美食是印尼最著名的傳統料理之一，在印尼大部分城市中也很容易見到。巽他食物的特點是強調新鮮；著名的拉拉柏（生菜沙拉））配叁巴醬，還有卡雷多一起吃，顯示巽他族喜愛新鮮蔬菜。巽他族與印尼其他族群相似，幾乎每餐必吃米飯。巽他人喜歡說，“如果沒吃過米飯，那表示還沒吃過一餐。”米有不同烹調的方式，但蒸煮是最簡單，也是主流的做法。
除米飯之外，還會加上蔬菜、魚或肉類的配菜以增加滋味，提供身體所需的蛋白質、礦物質和營養。這些配菜使用烤、炸、蒸或煮的方式烹調，加上蒜、高良薑、薑黃、芫荽、薑和香茅的香料。皮皮斯是種把不同食材，加上香料，用香蕉葉包裹後烹製的料理，深受巽他族喜愛。包在皮皮斯內的食材多樣，如鯉魚、鯷魚、混有雞蛋的碎肉、蕈類和豆腐或盎康，憑個人喜好而定。昂康由花生經發酵後製成，在巽他美食中很受歡迎，其程度就像爪哇族喜愛由大豆發酵製成天貝的情況一樣。昂康本身並無特殊味道，當地人會配上辣椒和大蒜研磨而成的醬料食用。在海邊地區，海水魚很常見；在山區，魚類（如鯉魚）往往是在池塘中養殖者。
一般來說，巽他族的料理味道濃郁可口，但沒像巴塘美食那麼豐富，也不如爪哇美食那麼甜。

### 職業
巽他族傳統上是務農為業，尤其是稻米種植。巽他族文化和傳統通常依循農業的周期運行。 像協龍·淌的豐收慶祝活動非常重要，特別是在祁它格拉村莊定居地、靠近哈利蒙薩拉克山國家公園的祁索洛克（Cisolok）、打橫縣巴堆族定居地的傳統巽他社區 茂物的一些村莊；和在庫寧根縣的傳統巽他族社區。 劉伊特（稻米倉庫）是巽他族傳統村莊的重要建物；它象徵財富和安居樂業而備受推崇。自古以來，巽他族主要以務農為生，因此他們往往不願擔任公職或是民意代表的工作。
農業之外，巽他族經常會從事商業和貿易以謀生，但所從事的大多是傳統行業，如流動食物或飲料攤販，設立簡樸的瓦隆（食物攤位）或飯館以供應日常消費之用，或開設一家小理髮店。巽他族喜愛獨立、無憂無慮、平等主義、個人主義和樂觀，這些特性可能是促成他們喜愛創立和經營小店面的原因。他們似乎不喜愛政府機關的僵化結構和規則。一些傳統的流動攤販和攤位的料理，如Siomay、加多加多和卡雷多、印尼炒飯（Nasi Goreng）、煎蕊（Cendol）、粥（Bubur Ayam）、烤麵包（Roti Bakar）、綠豆粥和營多麵，通常店東都是巽他族。
巽他族普遍被稱為開朗和善變，因為他們喜歡搞笑和作怪。印尼最著名的歌手、音樂家、作曲家、電影導演、電影和肥皂劇都有巽他族參與其中。

## 著名人物
有許多巽他族在印尼國家政治、政府機構和軍事機構中，甚至是在藝術、娛樂以及體育活動中均有不錯的成就。

## 附註
1. ↑  The total figure is merely an estimation; sum of all the referenced populations below.

## 進一步閱讀
- Hefner, Robert (1997), Java's Five Regional Cultures. taken from Oey, Eric (编). . Singapore: Periplus Editions. 1997: 58–61. ISBN 962-593-244-5.
- Lentz, Linda. . Carolina Academic Press. 2017. ISBN 978-1-61163-846-2.
- Taylor, Jean Gelman. . New Haven and London: Yale University Press. January 2003. ISBN 0-300-10518-5.